# 止回阀
止回阀又稱回流阀、止回阀、底阀或单向阀，是一种只允许流体（液体或气体）沿一个方向流过的閥門。单向阀是双口阀，意味着它的阀体内有两个开口，一个供流体进入，另一个供流体离开。 

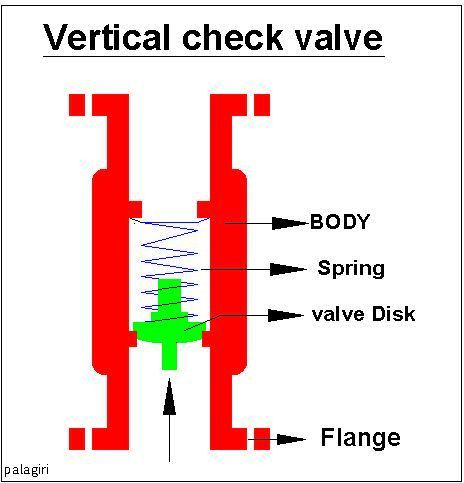
立式升降止回阀